# Plateosaurus
Plateosaurus je jedan od najistraženijih dinosaurusa: u Evropi je pronadjeno na desetine njegovih fosila. Dugačak je više od 8 metara. Jedan je od najvećih i najsnažnijih u svoje doba. Živi u krdu i tromo se kreće na svoje četiri noge, ali se zato može uspraviti na zadnje noge kako bi brstio mekano lišće na visini od 4 metra. Svojim se kandžama služi za čupanje bilja i za odbranu.

## Spoljašnje veze
- Plateosaurus